# Ischnocampa brunneitincta
Ischnocampa brunneitincta là một loài bướm đêm thuộc phân họ Arctiinae, họ Erebidae.